# Голубев, Василий Юрьевич
Васи́лий Ю́рьевич Го́лубев (род. 30 января 1957, Ермаковская, Ростовская область) — российский политик. Сенатор Российской Федерации от Законодательного собрания Ростовской области, с 23 ноября 2024 года.
Губернатор Ростовской области с 14 июня 2010 по 4 ноября 2024 года (врио 8 июня — 29 сентября 2015). Член Высшего совета партии «Единая Россия».

## Биография
Родился 30 сентября 1957 года в станице Ермаковская Тацинского района Ростовской области в казачьей семье шахтёра. Младший брат Виктор погиб во время аварии на шахте «Восточная» в 1994 году.
Жил в посёлке Шолоховском Белокалитвинского района, где на шахте «Восточная» работали его родители: отец Юрий Иванович трудился проходчиком, а мать Екатерина Максимовна — машинистом подъёма.
Образование, начало карьеры
В 1974 году в 17 лет окончил шолоховскую среднюю школу № 8. По собственным воспоминаниям, мечтал быть лётчиком, и сперва хотел поступить в Качинское авиационное училище. Летом 1974 года после окончания школы сдавал вступительные экзамены в Харьковский авиационный институт, однако не прошёл по баллам.
После неудачи при первом поступлении в вуз в 1974 году начал работать на шахте «Восточная» комбината «Ростовуголь», учеником электрослесаря механического цеха, водителем автомобиля транспортно-складского хозяйства.; по собственным воспоминаниям — на шахте «Шолоховская» слесарем.
Через год, летом 1975 года, поехал в Москву поступать в Московский авиационный институт. По стечению обстоятельств выбрал Московский институт управления им. Серго Орджоникидзе, в который и смог поступить. В 1980 году в 23 года окончил вуз по специальности «инженер-экономист».
Получив диплом в Московском институте управления в 1980 году по распределению был направлен в город Видное Ленинского района Московской области на Видновское автотранспортное предприятие, где работал старшим инженером, затем начальником отдела эксплуатации.
Карьера в КПСС
В 1983 году Василий Голубев был выдвинут на руководящую работу в партийные органы Коммунистической партии Советского Союза. Был назначен инструктором промышленно-транспортного отдела Ленинского районного комитета КПСС. Был организатором отдела Московского областного комитета КПСС, вторым секретарём Ленинского районного комитета КПСС.
Совет народных депутатов города Видное
В 1986 году был избран депутатом Видновского городского совета народных депутатов (созыв 1986—1990 годов).
С 1990 года — председатель городского совета народных депутатов г. Видное. 6 июля 1991 года был подписан Закон РСФСР «О местном самоуправлении в РСФСР», которым, в частности, были определены функции и полномочия новых органов управления на местах — местных администраций, разграничены их полномочия и полномочия местных Советов народных депутатов. В законе было сказано, что местная администрация подотчётна соответствующему Совету.

### Глава администрации Ленинского района
В ноябре 1991 года Василий Голубев назначен главой администрации Ленинского района Московской области.
31 марта 1996 года в 17 районах Московской области состоялись выборы глав местного самоуправления. Почти во всех районах выиграли бывшие назначенные главы администраций, кроме Шаховского района, где Н. И. Травкин проиграл независимому кандидату В. И. Бака, поддержанному КПРФ. В Ленинском районе Василий Голубев набрал более 80 % голосов избирателей и был переизбран на следующие 4 года.
В 1997 году окончил Российскую академию государственной службы при президенте РФ.
В 1997 году Василий Голубев как глава администрации Ленинского района запретил выдавать свидетельства о праве собственности на землю крестьянам, состоящим в совхозе им. Ленина, что было в интересах директора совхоза Павла Грудинина.
В 1999 году в том же вузе защитил диссертацию на соискание учёной степени кандидата юридических наук на тему «Правовое регулирование местного самоуправления: теория и практика».
Занимал должность до марта 1999 года.

### В правительстве Московской области
Правительство Тяжлова
31 марта 1999 года председатель правительства (губернатор) Московской области Анатолий Тяжлов назначил Василия Голубева своим первым заместителем — вице-губернатором Московской области. Политик Борис Надеждин вспоминал, что в тот период «фактически Голубев управлял областью».
Осенью 1999 года были назначены очередные выборы губернатора Московской области на 19 декабря 1999 года. Губернатор Анатолий Тяжлов баллотировался на второй срок в связке с Голубевым. 16 ноября 1999 Голубев был зарегистрирован кандидатом на пост вице-губернатора Московской области в паре с кандидатом на пост губернатора Анатолием Тяжловым. В период предвыборной кампании Анатолия Тяжлова Василий Голубев на протяжении двух месяцев был исполняющим обязанности губернатора Московской области. В первом туре выборов тандем Тяжлов—Голубев получил 13 % голосов, занял четвёртое место и выбыл из дальнейшей борьбы. 9 января 2000 года во втором туре выборов губернатором Московской области был избран Борис Громов, вице-губернатором Михаил Мень.
Правительство Громова
В январе 2000 года Громов вступил в должность и начал формировать правительство Московской области. В марте 2000 Голубев был назначен первым вице-премьером правительства Московской области и вступил в должность после утверждения Московской областной думой 19 апреля 2000 года. Курировал вопросы развития научно-промышленного комплекса, сельского хозяйства, продовольствия, ЖКХ, топлива и энергетики, а также строительного комплекса региона.
В 2002 году в Государственном университете управления защитил диссертацию на соискание учёной степени доктора экономических наук на тему «Организационные формы интенсификации хозяйственных связей при смене модели экономического развития».
В правительстве Московской области Голубев работал по декабрь 2003 года.

### Глава администрации Ленинского района
В конце 2003 году Голубев по договоренности с губернатором Московской области Громовым вернулся к руководству Ленинским районом.
Он был избран 7 декабря 2003 года, получив на выборах 62,71 % голосов.
В 2006 году избран председателем Совета муниципальных образований Московской области. В этом же году стал руководителем Координационного совета председателей советов муниципальных образований субъектов Российской Федерации, входящих в Центральный федеральный округ.
2 марта 2008 года переизбран главой администрации Ленинского района, баллотировался от «Единой России» и набрал 84,74 %. Возглавлял район до мая 2010 года.
В 2009 году был избран председателем Палаты муниципальных районов Единого общероссийского конгресса муниципальных образований (ОКМО).

### Губернатор Ростовской области
Первый срок (2010—2015)

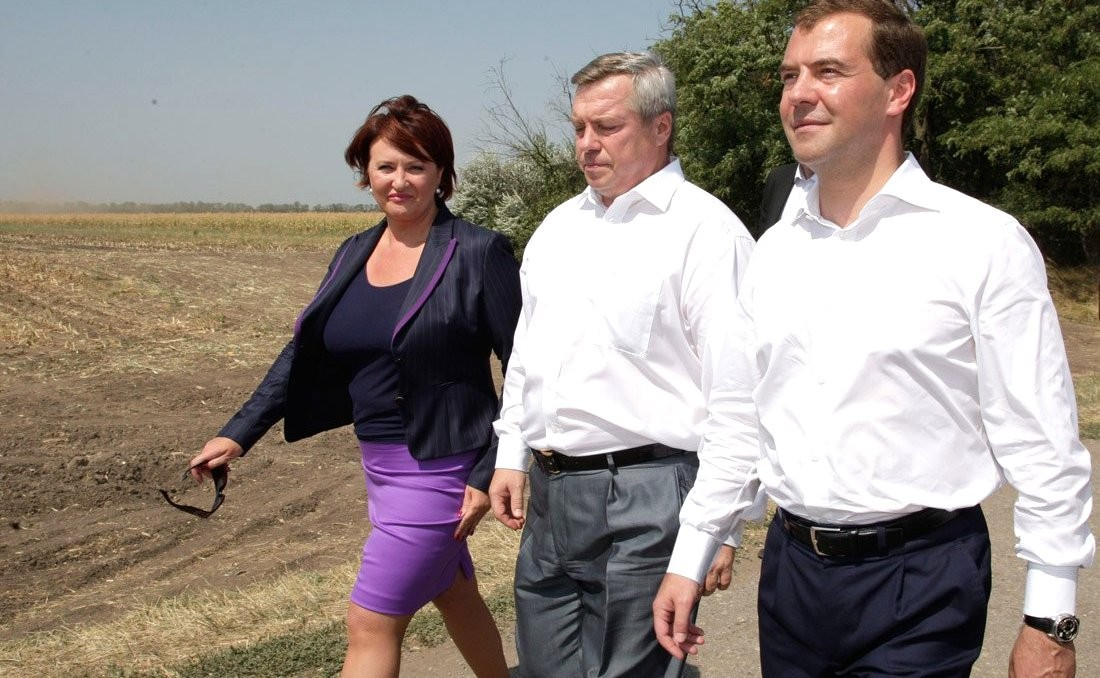
С президентом России Дмитрием Медведевым и министром сельского хозяйства Еленой Скрынник, август 2010 года.

В мае 2010 года был заявлен партией «Единая Россия» в списке кандидатов на пост губернатора Ростовской области.
15 мая 2010 года Президент Российской Федерации Дмитрий Медведев внёс в Законодательное Собрание Ростовской области кандидатуру Голубева для наделения полномочиями Главы Администрации (губернатора) Ростовской области.
21 мая его кандидатура была утверждена заксобранием Ростовской области 4 созыва под председательством В. Е. Дерябкина. На этой должности Голубев сменил Владимира Чуба, занимавшего пост губернатора на протяжении четырёх сроков. 14 июня официально вступил в должность.
С 18 декабря 2010 по 5 июля 2011, с 7 апреля по 10 ноября 2015 и с 22 ноября 2017 по 18 июля 2018 — член президиума Государственного совета Российской Федерации.
С 15 сентября 2011 года Василий Голубев — губернатор Ростовской области (в связи с переименованием должности руководителя региона), одновременно возглавляет региональное правительство.
В 2011 году баллотировался от Ростовской области в депутаты Государственной Думы России шестого созыва, был избран, но позже отказался от мандата.
22 января 2015 года заявил о планах баллотироваться на второй срок.
8 июня 2015 года в связи с истечением срока полномочий Василия Голубева президент РФ Владимир Путин назначил его временно исполняющим обязанности губернатора региона.
Второй срок (2015—2020)

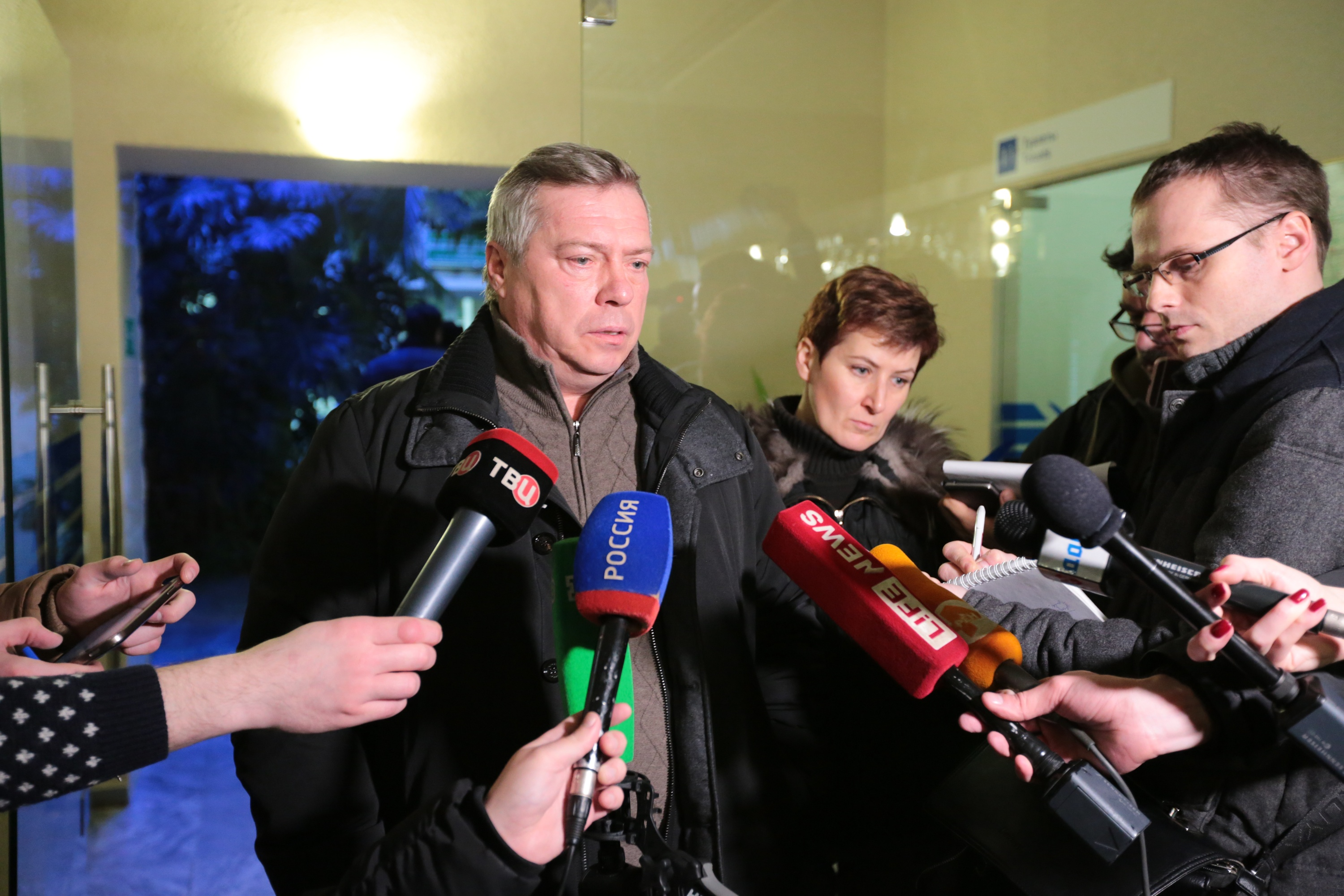
Голубев отвечает на вопросы журналистов после авиакатастрофы. Март 2016 года.

В единый день голосования 13 сентября 2015 победил на губернаторских выборах, получив 78,21 % голосов при явке 48,6 %. Баллотировался от «Единой России», его ближайший соперник от КПРФ Николай Коломейцев набрал 11,66 %. 29 сентября того же года Василий Голубев официально вступил в должность.
После произошедшей 19 марта 2016 года катастрофы самолёта Boeing 737 в Ростове-на-Дону Голубев возглавил оперативный штаб по ликвидации последствий авиакатастрофы.
В сентябре 2019 года в исследовании группы «Минченко консалтинг» посвященному главам регионов РФ отмечалось, что «Голубеву удалось провести успешную модернизацию инфраструктуры после чемпионата мира по футболу 2018 года при отсутствии федеральных конфликтов и значимых неурядиц в местных элитах».
Третий срок (2020—2024)
В июне 2020 года Василий Голубев объявил о планах участвовать в выборах губернатора Ростовской области, назначенных на единый день голосования 13 сентября. Тогда же заручился поддержкой президента Путина и партии «Единая Россия». 3 августа был зарегистрирован избиркомом в числе пяти кандидатов в губернаторы.
На состоявшихся 11-13 сентября 2020 года выборах Василий Голубев получил 65,53 % голосов при явке 42,99 % от общего числа зарегистрированных избирателей. 21 сентября в Ростовском музыкальном театре Голубев вступил в должность на следующие 5 лет и в тот же день назначил представителем в Совете Федерации Андрея Яцкина.
4 ноября 2024 года сообщил в своём телеграм-канале об уходе в отставку с должности губернатора Ростовской области. В тот же день освобождён от должности указом Владимира Путина.

### Сенатор от Ростовской области
После ухода с поста губернатора, 14 ноября 2024 года Голубев получил мандат депутата Законодательного собрания Ростовской области, в связи с досрочным прекращением полномочий председателя комитета заксобрания по регламентным вопросам и депутатской этике Николая Беляева. За несколько дней до этого действующий сенатор от парламента региона Ирина Рукавишникова написала заявление о досрочном сложении полномочий, что усилило предположения о занятии места сенатора Голубевым.
22 ноября Голубев был делегирован Законодательным собранием Ростовской области в Совет Федерации России. Член Комитета Совета Федерации по федеративному устройству, региональной политике, местному самоуправлению и делам Севера.

## Награды
- Благодарность Правительства Российской Федерации (25 мая 2023) — за заслуги в содействии укреплению обороноспособности страны и государственной безопасности[40]
- Орден «За заслуги перед Отечеством» III степени (20 января 2022) — за большой вклад в социально-экономическое развитие Ростовской области и многолетнюю добросовестную работу[41].
- Орден Александра Невского (8 марта 2015) — за достигнутые трудовые успехи, активную общественную деятельность и многолетнюю добросовестную работу[42]
- Благодарность Президента Российской Федерации (23 июня 2014) — за достигнутые трудовые успехи, заслуги в гуманитарной сфере, активную общественную деятельность и многолетнюю добросовестную работу[43]
- Медаль «За освобождение Крыма и Севастополя» (17 марта 2014) — за личный вклад в возвращение Крыма в Россию[44]
- Орден «За заслуги перед Отечеством» IV степени (30 мая 2009) — за большой вклад в социально-экономическое развитие района и многолетнюю добросовестную работу[45]
- Орден Дружбы (18 июля 2005) — за достигнутые трудовые успехи и многолетнюю добросовестную работу[46]
- Почётная грамота Совета Министров Республики Беларусь (6 октября 2004) — за активное многолетнее участие в торгово-экономическом, научно-техническом и культурном сотрудничестве между Республикой Беларусь и Московской областью Российской Федерации[47]
- Орден Почёта (3 августа 1999) — за большой вклад в укрепление экономики, развитие социальной сферы и многолетний добросовестный труд[48]
- Почётный кубок Министерства обороны Российской Федерации[49]
- Почётный гражданин Тацинского района Ростовской области[50]

## Санкции
30 ноября 2022 года, на фоне вторжения России на Украину, попал под санкции Великобритании так как он «принимал участие в частичной мобилизации военных резервистов в Ростовской области и, следовательно, в политике и действиях, которые дестабилизируют Украину». 15 декабря 2022 года внесён в санкционный список США за «призыв граждан на войну в ответ на недавний российский приказ о мобилизации».
По аналогичным основаниям находится под санкциями Австралии, Украины и Новой Зеландии.

## Собственность и доходы
Василий Голубев задекларировал за 2019 год доход в размере чуть более 8 млн рублей, супруга — 57,6 млн рублей. Голубев владеет земельным участком площадью 1670 м², а также двумя жилыми домами площадью 357,9 м² и 120,2 м². Супруга владеет автомобилем Audi Q5, тремя земельными участками (один из них в долевой собственности), тремя жилыми домами, а также двумя нежилыми зданиями в долевой собственности. Жена Василия в 2016—2021 году занимает третье место в рейтинге самых богатых супругов губернаторов России.

## Семья
С 1979 года женат на Ольге Ивановне Голубевой (в девичестве Копылова). Супруга по образованию «инженер-экономист», учредитель ряда коммерческих структур с бизнесом в Москве и Московской области. В рейтинге богатейших супругов губернаторов, составленном «Коммерсантом» в 2019 году, Ольга Голубева занимала третью строчку.
У супругов двое родных детей: Светлана (род. 1980), генеральный директор и владелица ООО «Инвестиции и технологии» (сеть аптек в Ленинском районе Московской области), ООО «Фарматека» и др; сын Алексей (род. 1982), предприниматель, работал в ОАО «ТНК-ВР холдинг». Также в семье воспитывался сын младшего брата Василия Голубева Максим (род. 1986), отец которого погиб при аварии на шахте.